# Enghien-les-Bains
Enghien-les-Bains is een gemeente in Frankrijk. Het ligt in het departement Val-d'Oise in de agglomeratie van Parijs.
Er vestigden sinds 1850 mensen op de plaats van Enghien-les-Bains. Het ligt aan een meer, het Lac d'Enghien. Er was daar al eerder een bron gevonden en zo werd het een kuuroord. Er zijn een paardenrenbaan, de Champ de Courses d'Enghien, en een casino, het enige in een omtrek van 100 km van Parijs.
In de gemeente ligt station Enghien-les-Bains, waar lijn H van de Transilien langskomt.

## Kaart
De onderstaande kaart toont de ligging van Enghien-les-Bains met de belangrijkste infrastructuur en aangrenzende gemeenten.

## Demografie
Onderstaande figuur toont het verloop van het inwonertal, bron: INSEE-tellingen. 

## Stedenband
- Edingen
- Bad Dürrheim

## Geboren
- Mistinguett 1875-1956, zangeres en actrice
- Marcel Caron 1890-1961, expressionistische schilder
- Georges Bordonove 1920-2007, geschiedkundige en schrijver
- Anne-Gaëlle Sidot 1979, tennisspeelster
- Christophe Willem 1983, zanger
- Charlotte Bonnet 1995, zwemster

## Overleden
- Friedrich Kalkbrenner 1785-1849, Duits pianist, componist en muziekpedagoog
- Charles-Louis Lebeau 1812-1882, Belgisch advocaat, politicus en industrieel
- Jules de Rasse 1808-1883, Belgisch diplomaat en volksvertegenwoordiger
- Abdelhafid 1873-1937, van 1908 tot 1912 sultan van Marokko
- Kléber Piot 1920-1990, wielrenner

## Websites
- Informatie over Enghien-les-Bains
- (fr)  Statistische informatie op de website van INSEE

1. ↑  Populations de référence 2022.